# Conwentzia africana
Conwentzia africana is een insect uit de familie van de dwerggaasvliegen (Coniopterygidae), die tot de orde netvleugeligen (Neuroptera) behoort. 
De wetenschappelijke naam Conwentzia africana is voor het eerst geldig gepubliceerd door Meinander in 1975.